# Mohammad Reza Sharifinia
Mohammad Reza Sharifinia (en persan : محمدرضا شریفی‌نیا ; né en 1955 à Téhéran) est un acteur iranien.

## Carrière
Il est le mari de l'actrice Azita Hajian. Diplômé de la Faculté des arts dramatiques, il a commencé sa carrière au cinéma avec Avinar (1991) et il a été assistant réalisateur, cinéaste, directeur de distribution et acteur des rôles principaux ou secondaires dans plusieurs films iraniens.

## Opinion politique
Sharifinia est l'un des partisans du président iranien Mahmoud Ahmadinejad et a assisté à sa cérémonie d'investiture le 3 août 2009.

## Filmographie sélective
- 1993 : L'Acteur de Mohsen Makhmalbaf
- 1994 : Pari de Dariush Mehrjui : Ange
- 1995 : La Tour de Minou d'Ebrahim Hatamikia : Mansur
- 1995 : Le Bonhomme de neige (Adam barfi) de Davoud Mirbagheri : Ali Kopol
- 1996 : Leila de Dariush Mehrjui : l'oncle de Leila
- 1997 : Imam Ali (série télévisée) : Valid
- 2002 : Treize chats sur le toit de pignon d'Ali Abdolalizadeh
- 2003 : Donya de Manouchehr Mossayeri : Reza Enayat
- 2005 : Salade de saison de Fereydoun Jeyrani : Hamid Doostdar
- 2005 : Maxx de Saman Moghadam : l'interrogateur
- 2006 : Mariage à l'iranienne de Hassan Fathi
- 2006 : Qui a tué Amir ? de Mehdi Karampour
- 2007 : Ekhrajiha de Massoud Dehnamaki : Haji Grinov
- 2008 : Payamak az diar-e baghi (SMS de l'au-delà, série télévisée)
- 2008 : Dayere Zangi de Parisa Bakhtavar : monsieur Sorkhi
- 2008 : Invitation (Davat) d'Ebrahim Hatamikia
- 2012 : Un scandale de Massoud Dehnamaki : monsieur Sharif
- 2019 : Gando